# Neustadt-Glewe
Neustadt-Glewe a Elde folyó mellett fekszik. Schwerintől 30 km-re délre terül el.

## Történelme
Glewe egy szláv falu volt, neve Chlěvy, később Chlewa (magyarul istálló). A várost 1248-ban említik először Nova Civitas néven. 1253-ban N.C. Chlewa, 1265-ben N.C. que Gh(l)iwe, 1300-ban N.C. Glewe, 1317-ben Nyenstat, 1331-ben Nigenstad, 1337 Nigestat, 1926 óta Neustadt-Glewe formában írták a nevét.
1357-ben Neustadt-Glewe a mecklenburgi hercegséghez került. 1629-ben Wallenstein gróf, a későbbi mecklenburgi herceg, székhelye Neustadtban volt.
1664-ben, 1694-ben, 1728-ban és 1741-ben a tűzvészekben a város egész kerületeit semmisítették meg.

## Politika
A városi tanácsnak 19 tagja van:
- CDU 8
- SPD 6
- Die Linke 4
- FDP 1

## Gazdaság
A városban van Németország első, geotermikus energiával működő erőműve.

## Kultúra
A városnak két iskolája és egy könyvtára van.

## Nevezetességei
- Régi vár (Alte Burg), 13. századi iskola, az NDK-időben ifjúsági szállás volt, ma múzeum.
- Új kastély (Neues Schloss), 1619-1717, (ma szálloda)
- Tanácsháza (favázas szerkezet) 1805-1806
- Gótikus templom
- Vadászkastély, Friedrichsmoor, (favázas szerkezet)

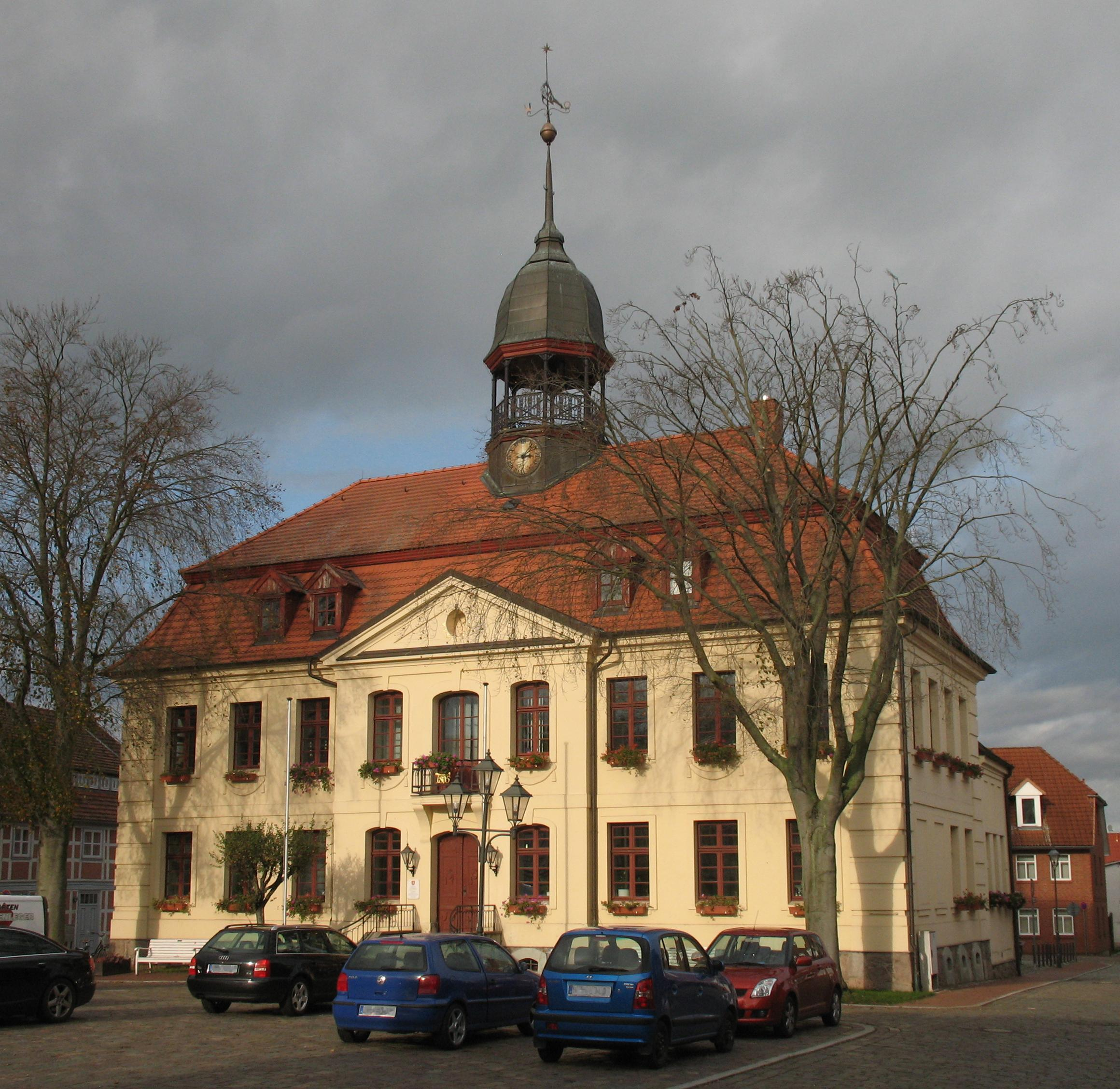
Tanácsháza
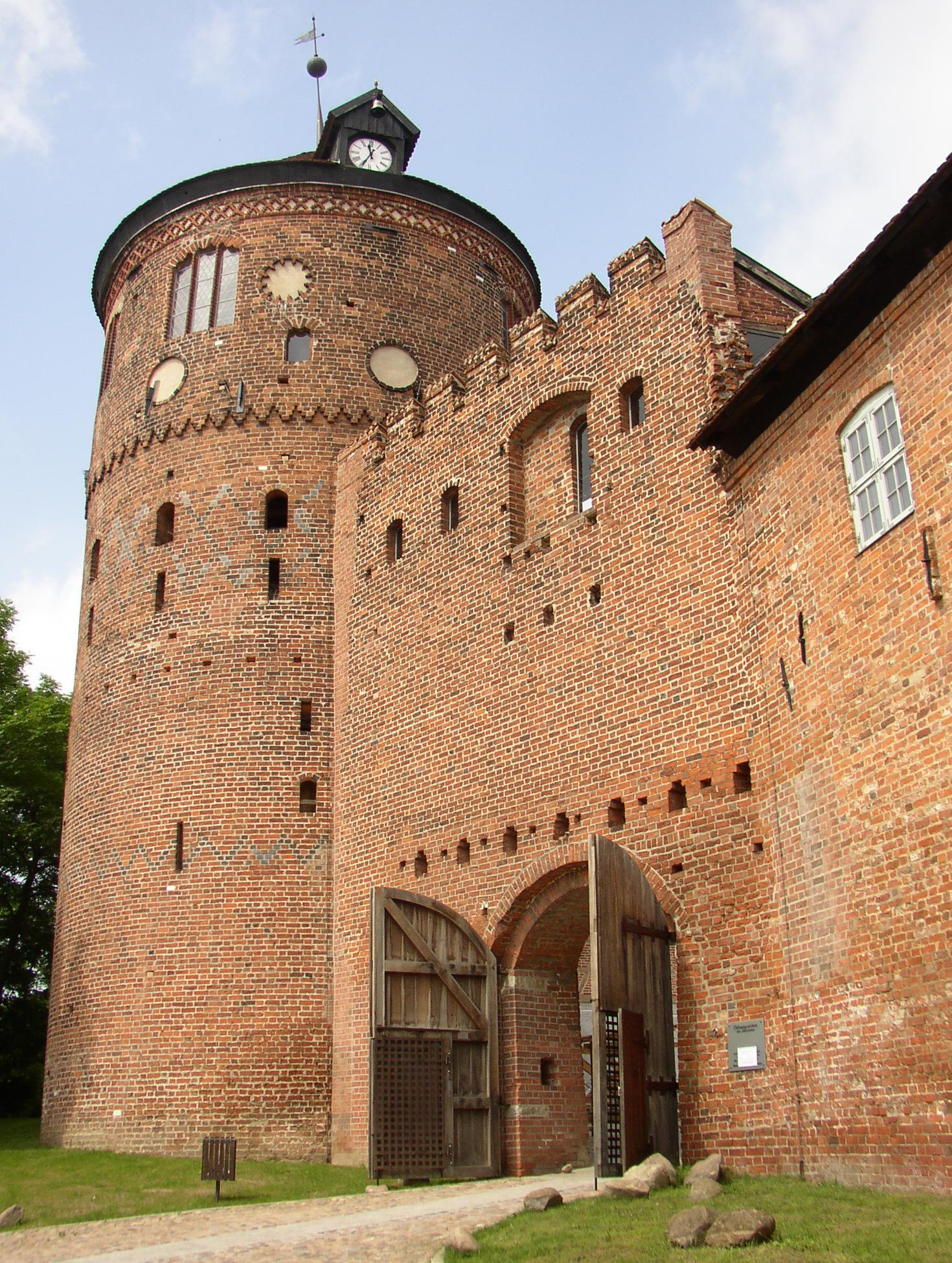
Régi vár
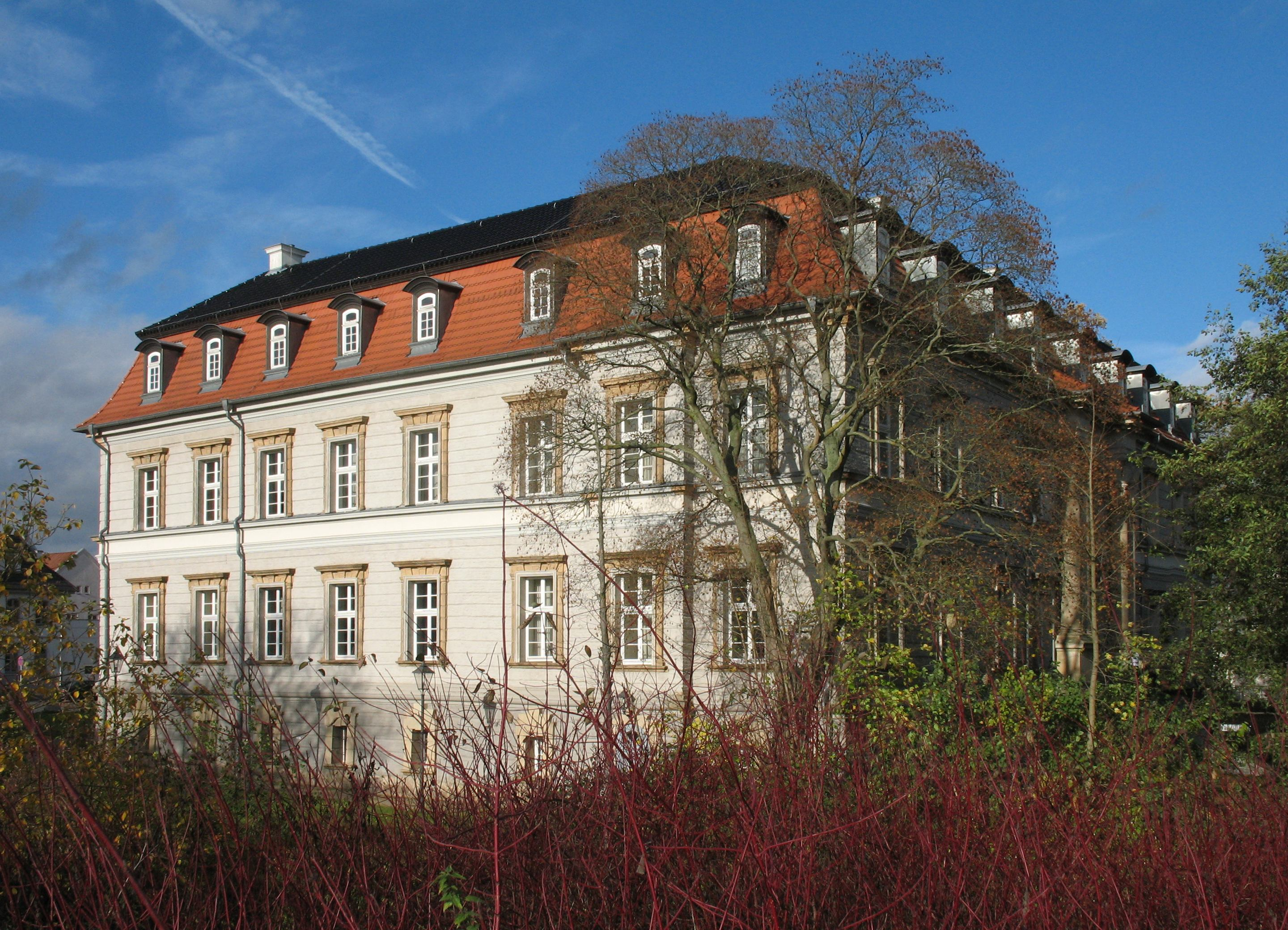
Új kastély
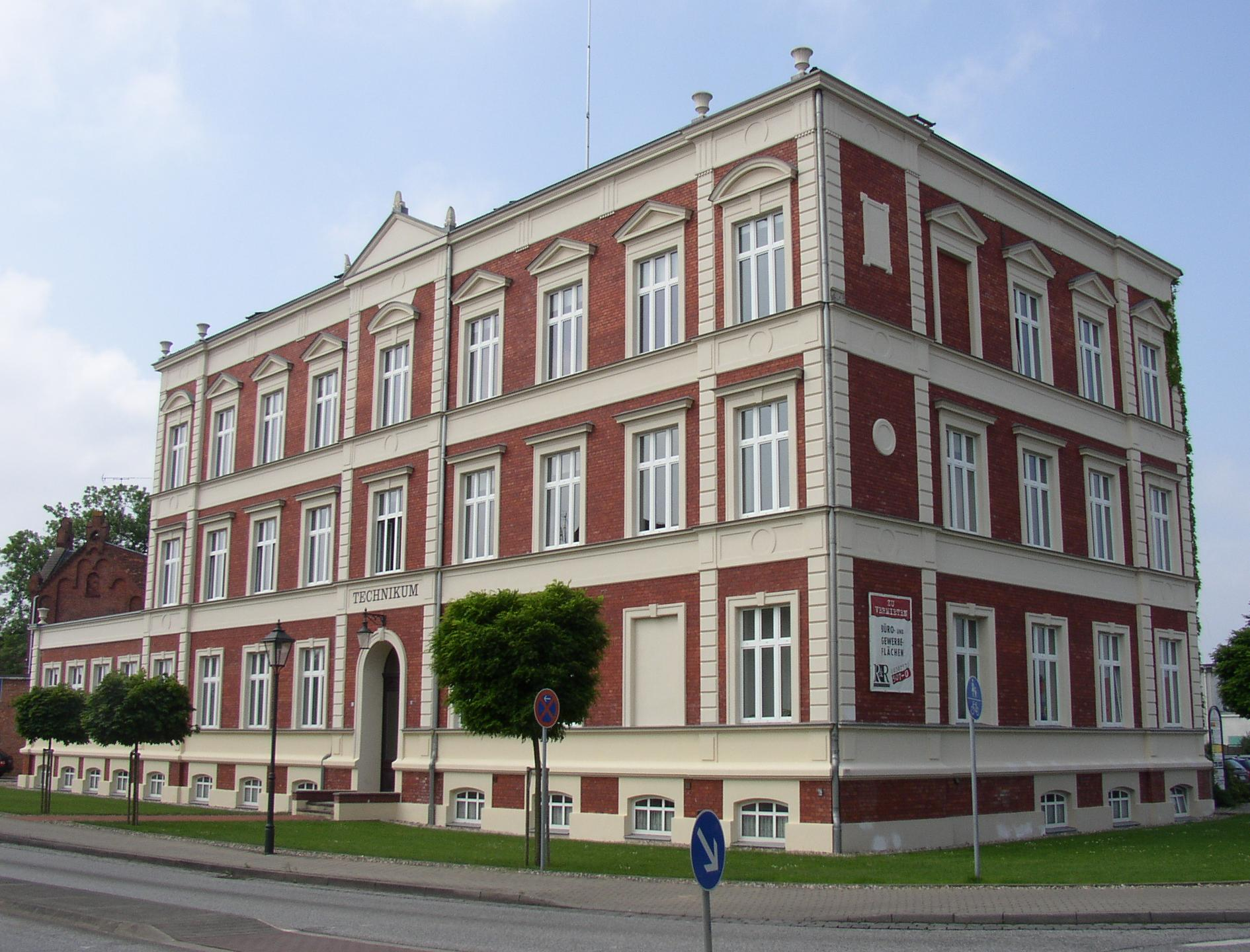

## Fordítás
- Ez a szócikk részben vagy egészben a Neustadt-Glewe című német Wikipédia-szócikk fordításán alapul.  Az eredeti cikk szerkesztőit annak laptörténete sorolja fel. Ez a jelzés csupán a megfogalmazás eredetét és a szerzői jogokat jelzi, nem szolgál a cikkben szereplő információk forrásmegjelöléseként.